# Bostongurka

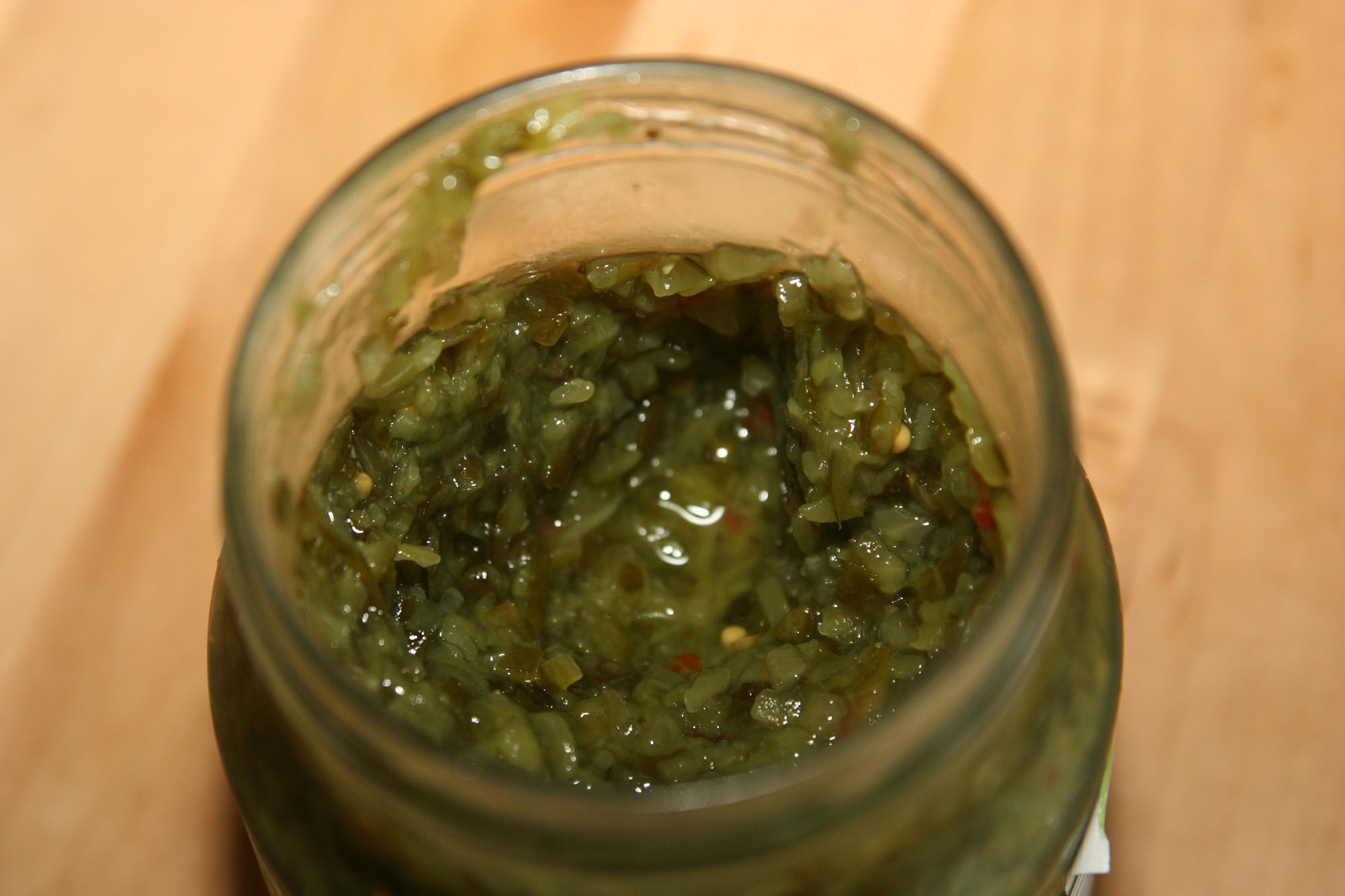
Bostongurka

Bostongurka – popularna w Szwecji pasta piklowa z marynowanych bądź kiszonych ogórków, odrobiny papryki, białego pieprzu, cebuli i innych przypraw, w tym ziaren gorczycy.
Nazwa pasty nie ma nic wspólnego z amerykańskim miastem Boston – jest pomysłem szwedzkiej firmy Felix, opartym na recepturach węgierskich. Obecnie nazwa jest zastrzeżonym znakiem towarowym firmy Procordia Foods.